# Lista de membros da Royal Society eleitos em 1907
Esta é uma lista de Membros da Royal Society eleitos em 1907.

## Fellows
- Archibald Campbell, 1st Baron Blythswood (1835 -1908)
- William Duddell (1872 -1917)
- Gustaf Retzius (1842 -1919)
- Edward Charles Pickering (1846 -1919)
- Arthur Robertson Cushny (1866 -1926)
- Frederick William Gamble (1869 -1926)
- Arthur William Crossley (1869 -1927)
- Sir Hugh Kerr Anderson (1865 -1928)
- Ivan Pavlov (1849 -1936)
- Sir Joseph Petavel (1873 -1936)
- Sir Grafton Elliot Smith (1871 -1937)
- Frank Dawson Adams (1859 -1942)
- Sir William Henry Bragg (1862 -1942)
- William Henry Young (1863 -1942)
- Frederick Daniel Chattaway (1860 -1944)
- Sir William Blaxland Benham (1860 -1950)
- Henry Cabourn Pocklington (1870 -1952)
- Henry Nicholas Ridley (1855 -1956)

## Foreigh Members
- Augusto Righi (1850 -1920)